# Königsfeld (Eifel)

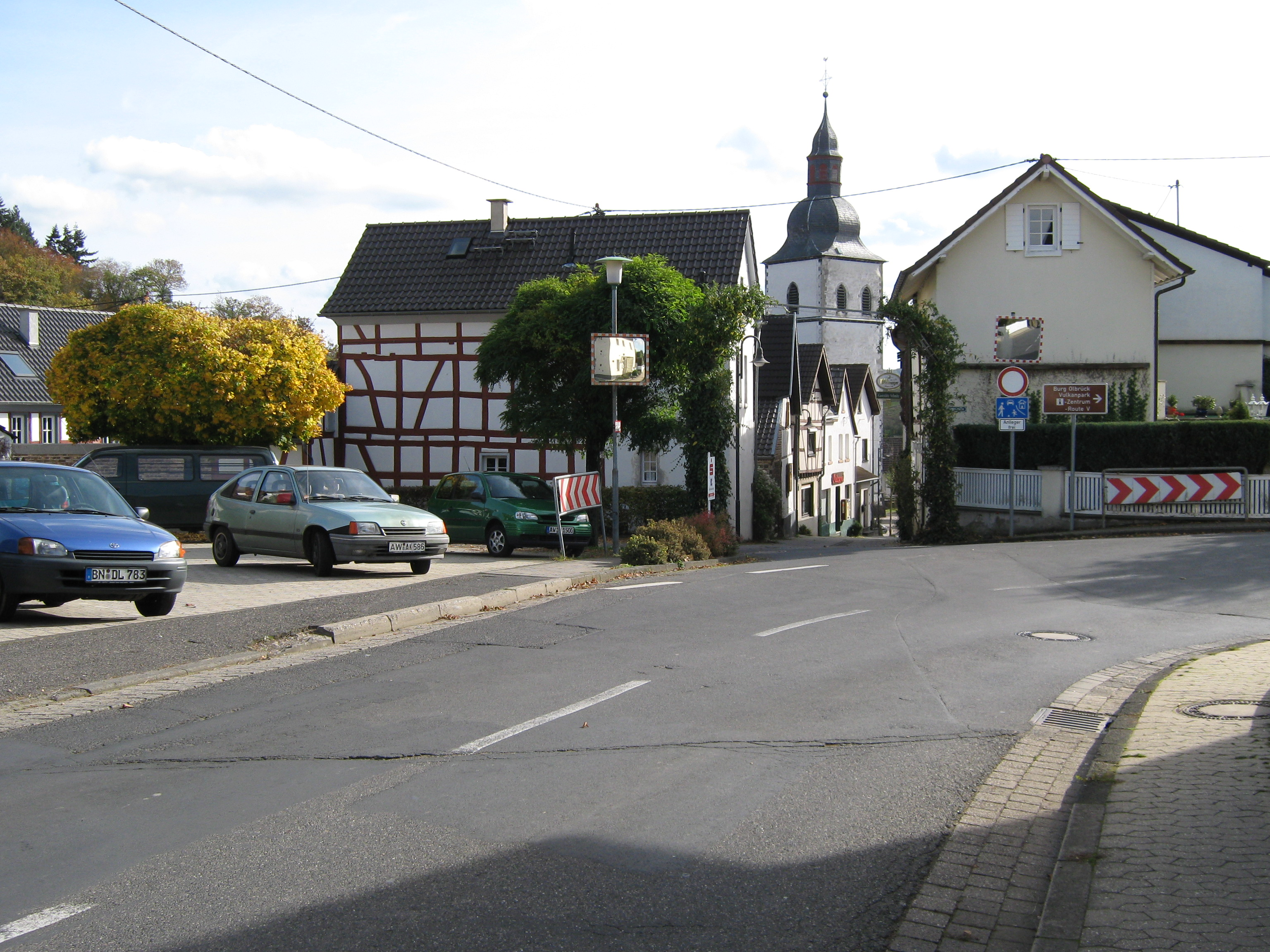
Dorfmitte

Königsfeld ist eine Ortsgemeinde im Landkreis Ahrweiler in Rheinland-Pfalz. Sie gehört der Verbandsgemeinde Brohltal an, die ihren Verwaltungssitz in Niederzissen hat.

## Geographie
Königsfeld liegt im Vinxtbach-Tal. Zu Königsfeld gehören auch die Wohnplätze Landgut Leyerhof und Ölmühle. Das Gemeindegebiet liegt im Landschaftsschutzgebiet „Rhein-Ahr-Eifel“.

## Geschichte
Königsfeld wurde am 19. Mai 992 erstmals urkundlich erwähnt, als König Otto III. seinen Getreuen, den Brüdern Sigibodo und Richwin, den Bannforst zu „Cuningesvelt“ schenkte. Am 7. Oktober 1226 übergab König Heinrich VII. dem Gerichin von Sinzige das Patronatsrecht von „Kuningsfelt“. In einer Urkunde aus dem Jahr 1276 wird der Ort „Conixfelt“ genannt. 1335 wird die Wasserburg zu „Cunisfelt“ urkundlich zum ersten Mal erwähnt. 1336 bekam Königsfeld die Stadtrechte verliehen und wurde später sogar zum Hauptort der Herrschaft Königsfeld, zu dem neben Königsfeld auch Dedenbach und zeitweise auch Schalkenbach und Vinxt gehörten. Diese Herrschaft einschließlich der in Königsfeld gelegenen ehemaligen Wasserburg gehörte zunächst dem Reichsritter von der Landskron und später (um 1700) den Waldbott von Bassenheim. Die Königsfelder Schreiner Philipp Zipp und Henrich Zipp waren 1784 maßgeblich an einem Überfall auf den Ort Vinxt, der als Teil der Herrschaft Landskron durch einen Gebietstausch 1659 an das Herzogtum Jülich und als Teil dessen an Kurpfalz gekommen war, beteiligt. Der frühere Ortsbürgermeister Hans-Josef Zipp entstammt derselben Familie Zipp.
Im Jahr 1794 hatten französische Revolutionstruppen das Linke Rheinufer besetzt. Unter der französischen Verwaltung war Königsfeld Hauptort (chef-lieu) einer Mairie im Kanton Wehr, der dem Arrondissement Bonn und dem Rhein-Mosel-Departement zugeordnet war. Nach den auf dem Wiener Kongress geschlossenen Verträgen kam die Region, damit auch Königsfeld, 1815 zum Königreich Preußen. Königsfeld wurde 1816 Sitz der gleichnamigen  Bürgermeisterei im Kreis Ahrweiler, der Teil des Regierungsbezirks Coblenz und von 1822 an der Rheinprovinz war. 1930 wurde der Sitz der inzwischen (1927) in „Amt“ umbenannten Bürgermeisterei nach Niederzissen verlegt.
Seit 1946 gehört die Gemeinde zum Land Rheinland-Pfalz und seit 1969 der Verbandsgemeinde Brohltal an.
Bevölkerungsentwicklung
Die Entwicklung der Einwohnerzahl der Gemeinde Königsfeld, die Werte von 1871 bis 1987 beruhen auf Volkszählungen:
| Jahr | Einwohner |
| ---- | --------- |
| 1815 | 388       |
| 1835 | 381       |
| 1871 | 437       |
| 1905 | 357       |
| 1939 | 365       |
| 1950 | 364       |
| 1961 | 350       |

| Jahr | Einwohner |
| ---- | --------- |
| 1970 | 361       |
| 1987 | 477       |
| 1997 | 622       |
| 2005 | 628       |
| 2011 | 654       |
| 2017 | 700       |
| 2023 | 691       |

## Politik

### Bürgermeister
Günter Dietzler ist seit dem 13. Juli 2021 Ortsbürgermeister von Königsfeld.
Dietzlers Vorgänger waren Werner Breuer (CDU), der das Amt vom 1. Juni 2016 bis zu seiner Amtsniederlegung am 31. Dezember 2020 ausübte, sowie zuvor Hans-Josef Zipp (CDU), der es bis Ende Mai 2016 für 22 Jahre innehatte.

## Kultur und Sehenswürdigkeiten

### Sehenswürdigkeiten

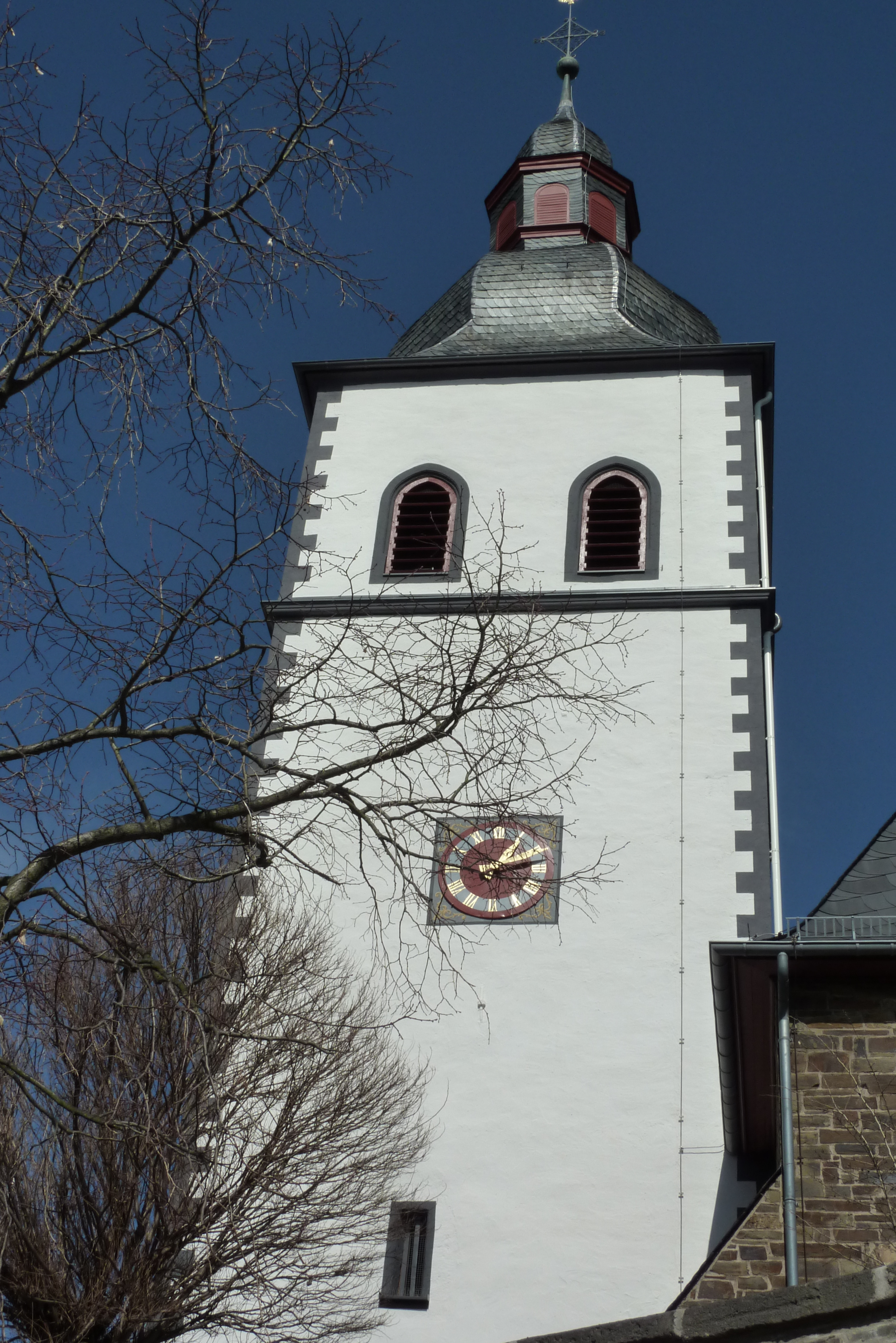
Pfarrkirche St. Nikolaus

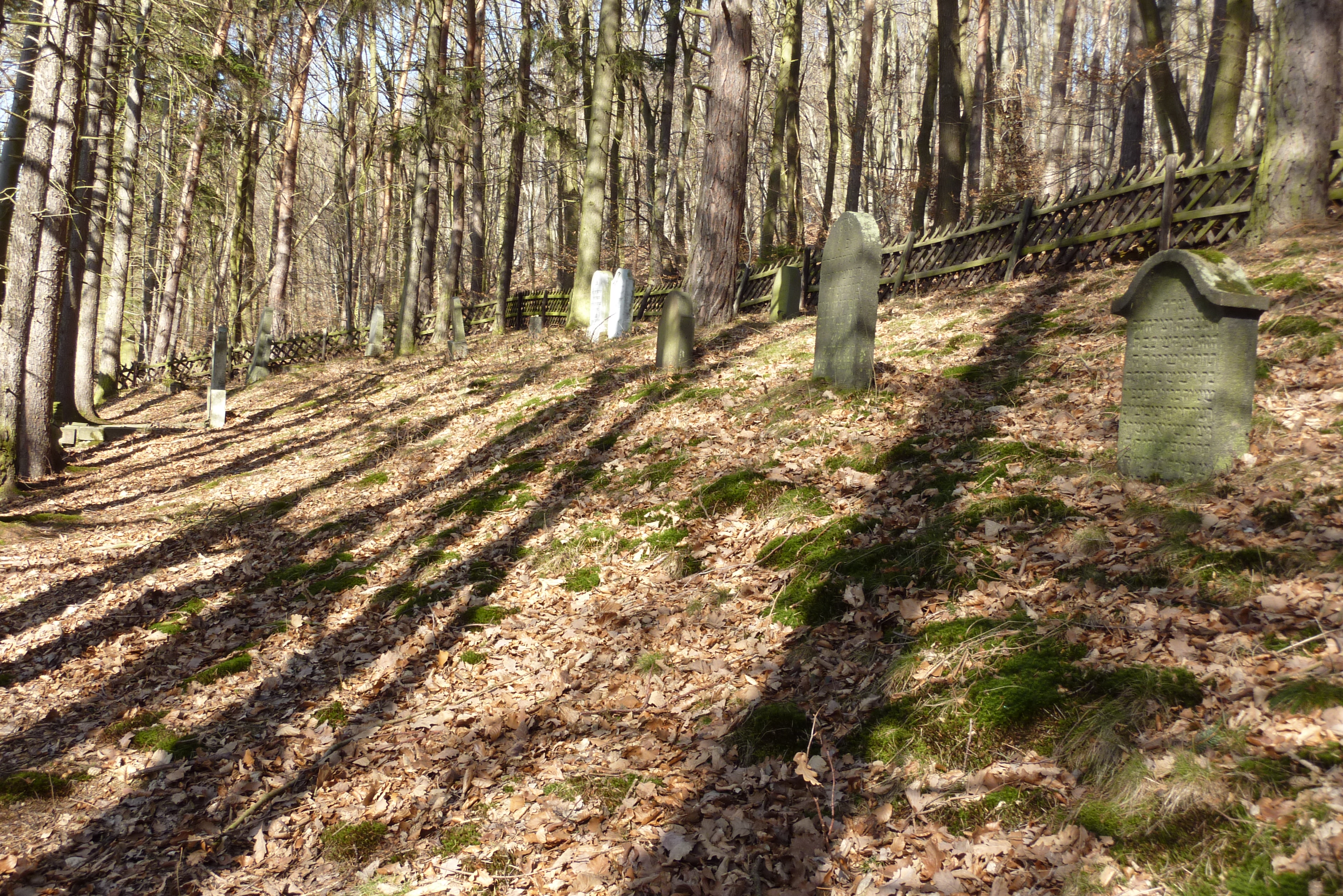
Jüdischer Friedhof in Königsfeld

Die Pfarrkirche St. Nikolaus mit einem stattlichen Westturm stammt mit ihren ältesten Bauteilen aus dem 13. Jahrhundert. In ihrem Inneren befindet sich eine Madonna aus der ersten Hälfte des 13. Jahrhunderts. Bereits 1226 übertrug König Heinrich VII. dem Gerhard von Landskron die Patronatsrechte über Königsfeld. In der Kirche ist ein Modell ausgestellt, das die ehemalige Stadt mit Stadtmauer und Wasserschloss (abgerissen 1830, die Steine wurden zum Bau des alten Schulgebäudes benutzt) darstellt.
Zudem sehenswert ist der geschlossene Dorfkern mit Fachwerkhäusern und ein jüdischer Friedhof am Waldrand.
Siehe auch: Liste der Kulturdenkmäler in Königsfeld

### Religionen
Zur Kirchengemeinde Königsfeld gehören Königsfeld, Dedenbach, Schalkenbach, Vinxt und Rodder im Rheinland.

### Umgebung
Die Königsfelder Umgebung eignet sich zum Wandern. Die Königsfelder Dorfmitte ist der Startpunkt einer „Keramikroute“, einem Wanderweg, der mit vielen keramischen Kunstwerken geschmückt ist und durch einen großen Teil des Vinxtbachtales führt.